# Тутунджян, Джордж
Джордж Тутунджян (Армянский:  Ճորճ  (Գեւորգ) Թութունճեան, Геворг Тутунджян) (родился в 1930 году в Алеппо, Сирия — умер 7 ноября, 2006 в Монреале, Канада) певец национально-патриотических песен и поддерживал в течение всей жизни деятельности Дашнакцутюн (АРФ).
Тутунджян выступал со своими четырьмя сыновьями, которые были певцами. Его старший сын был пианистом, другой сын, гитаристом, третий вокалистом. Тутунджяном был построен вестибюль со стойкой регистрации, в настоящее время им владеют и управляют трое его сыновей. Джордж пел на армянских сценах на протяжении 50 лет и был примером для многих других армянских исполнителей, таких как Карниг Саркисян, Арут Памбукчян, Нерсик Испирян. Являясь пионером в этом жанре, Тутунджян помог сделать карьеру своим последователям.
Слава Тутунджяна была по-настоящему глобальной, его песни были распространены по всей Армянской диаспоре и тайно в Советской Армении в период коммунистического правления.
Далее Джордж поселился в Монреале, где умер в 2006 году.